# Peninsula
Peninsula és una població dels Estats Units a l'estat d'Ohio. Segons el cens del 2000 tenia 602 habitants.

## Demografia
Segons el cens del 2000, Peninsula tenia 602 habitants, 240 habitatges, i 160 famílies. La densitat de població era de 49,8 habitants per km².
Dels 240 habitatges en un 25% hi vivien nens de menys de 18 anys, en un 56,3% hi vivien parelles casades, en un 8,3% dones solteres, i en un 33,3% no eren unitats familiars. En el 25% dels habitatges hi vivien persones soles el 7,5% de les quals corresponia a persones de 65 anys o més que vivien soles. El nombre mitjà de persones vivint en cada habitatge era de 2,4 i el nombre mitjà de persones que vivien en cada família era de 2,91.
Per edats la població es repartia de la següent manera: un 20,9% tenia menys de 18 anys, un 4,5% entre 18 i 24, un 29,1% entre 25 i 44, un 30,7% de 45 a 60 i un 14,8% 65 anys o més.
L'edat mediana era de 43 anys. Per cada 100 dones de 18 o més anys hi havia 93,5 homes.
La renda mediana per habitatge era de 64.205 $ i la renda mediana per família de 73.125 $. Els homes tenien una renda mediana de 48.125 $ mentre que les dones 27.188 $. La renda per capita de la població era de 29.031 $. Cap de les famílies i l'1,2% de la població estaven per davall del llindar de pobresa.

## Poblacions més properes
El següent diagrama mostra les poblacions més properes.